# Сольси, Фелисьен де
Фелисье́н де Сольси́ (фр. Félicien de Saulcy), полное имя Луи Фелисьен Жозеф Кеньяр де Сольси (Louis Félicien Joseph Caignart de Saulcy; 1807—1880) — французский археолог, историк и нумизмат, военный инженер по образованию, сенатор при Наполеоне III.
Утверждал, что открыл развалины Содома и Гоморры. Вёл раскопки древнего некрополя Иерусалима — гробниц Царей Иудейских в нескольких сотнях метров к северу от Старого Города; в Лувре экспонируется саркофаг, ошибочно принятый им за саркофаг царя Давида. Автор книг и множества статей и брошюр (всего более 360) по египтологии, ассириологии, еврейским древностям, восточной нумизматике, древней географии, истории Галлии и проч. Его коллекция галльских монет, самая полная из всех в то время, была куплена национальным монетным кабинетом в Париже.

## Издания
Наиболее выдающиеся труды:
- «Recherches sur les monnaies des évêques de Metz» (Метц, 1834)
- «Essai de classification des suites monétaires byzantines» (Метц, 1836)
- «Essai de classification dos monnaies autonomes d’Espagne» (Метц, 1840)
- «Recherches sur les monnaies dos ducs héréditaires de Lorraine» (Метц, 1841)
- «Numismatique des croisades» (1847)
- «Numismatique des croisades» (Париж, 1847),
- «Voyage autour de la Mer Morte» (П., 1853)
- «Numismatique Judaïque» (П., 1854)
- «Histoire do l’art judaïque» (П., 1858)
- «La vie d’Hérode» (П., 1866)
- «Les derniers jours de Jérusalem» (II., 1866)
- «Histoire numismatique du règne de François I» (П., 1876)

На иудейскую тему:
- «Voyage autour de la Mer Morte», 1854;
- «Recherches sur la numismatique Judaïque», 1854;
- «Dictionnaire des Antiquités Bibliques», 1857;
- «Histoire de l’Art Judaïque», 1858;
- «Voyage en Terre Sainte», 1865;
- «Histoire d’Hérode, Roi des Juifs»,1867;
- «Numismatique de la Terre Sainte», 1872;
- «Sept siècles de l’Histoire Judaïque», 1874.